# 獎金獵人 (網站)
獎金獵人成立於 2010 年 1 月，是一個專注於創意競賽的群包平台。

## 成立與早期發展
獎金獵人公司於2010年1月26日成立，專注於提供競賽管理平台和各類創意競賽服務。

## 業務

### 競賽網站 SaaS 模組
展示競賽網站，提供一般常見網站之功能，並包含投稿、投票等項目。

### 主辦專區
協助主辦單位自行架設競賽。

### 評審系統網站
強化競賽運行和評審過程的效率與透明度。

### Dream&Hunter
以流行生活與時尚領域為主，提供相關內容形式的網站服務。

### 試用獵人
專注於品牌與消費者互動服務，致力於促進品牌與消費者之間的緊密聯繫。

## 執行專案
- 臺灣電力公司 瓩設計獎kW Design Award
- 公共電視台 感動久久 全國校園短片徵選活動
- 華南金控 Fintech 金融科技創新競賽

## 獎項
- 2011年10月24日，獲得《紅鯡魚》（Red Herring）[2] 雜誌選為亞洲科技一百強。
- 2011年12月9日，再次榮獲《紅鯡魚》（Red Herring）[3]雜誌選為全球科技一百強，確立了其在全球科技產業中的地位。
- 2013年10月，獎金獵人進駐美國知名創業加速器 500 Startups，成為第 7 屆 30 個入選團隊之一[4]。
- 2014年7月17日，獲得 B Dash Camp Pitch 大賽前 10 名，證明了公司在競賽領域的創新和實力[5]。

## 外部連結
- 獎金獵人 （页面存档备份，存于）
- 辦比賽平台 （页面存档备份，存于）
- 主辦專區 （页面存档备份，存于）
- Dream&Hunter （页面存档备份，存于）
- 試用獵人 （页面存档备份，存于）
- 獎金獵人的Facebook專頁 （页面存档备份，存于）
- 獎金獵人的Plurk專頁 （页面存档备份，存于）
- 獎金獵人的IG專頁 （页面存档备份，存于）